# Latrell Sprewell
Latrell Fontaine Sprewell (ur. 8 września 1970 w Milwaukee) – amerykański zawodowy koszykarz grający w lidze NBA dla klubów: Golden State Warriors, New York Knicks i Minnesota Timberwolves.

## NBA
W sezonie 1993/1994 zajął drugie miejsce w głosowaniu na największy postęp sezonu NBA.
W 1999 roku miał duży udział w awansie zespołu New York Knicks do finału NBA. Wraz z Samem Cassellem i Wallym Szczerbiakiem pomógł Kevinowi Garnettowi w sezonie 2003-2004 doprowadzić drużynę Minnesota Timberwolves do finału Konferencji Zachodniej.
Czterokrotny uczestnik Meczu Gwiazd (1994, 1995, 1997, 2001).
Cieniem na osiągnięciach sportowych Latrella położyły się wydarzenia z czasów jego gry dla Golden State Warriors – 1 grudnia 1997 roku Sprewell podczas treningu zespołu zaczął wygrażać swojemu trenerowi P.J. Carlesimo, a następnie dusił go przez kilkanaście sekund, został powstrzymany przez kolegów z drużyny, jednak po 20 minutach podjął próbę ponownego ataku. Po tym incydencie komisarz NBA David Stern zawiesił Sprewella na 82 mecze (ostatecznie kara została zmniejszona do 68 meczów).
4 lutego 2003 roku ustanowił rekord sezonu zasadniczego NBA, trafiając 9 celnych rzutów za 3 punkty w trakcie jednego spotkania, bez ani jednej pomyłki.

## Osiągnięcia
Na podstawie, o ile nie zaznaczono inaczej.
NCAA
- Uczestnik:
  - rozgrywek Sweet 16 turnieju NCAA (1991)
  - II rundy turnieju NCAA (1991, 1992)
- Mistrz turnieju konferencji Southeastern (SEC – 1991)
- Zaliczony do I składu turnieju SEC (1991)

NBA
- 4-krotny uczestnik meczu gwiazd NBA (1994, 1995, 1997, 2001[a])
- Zaliczony do:
  - I składu NBA (1994)
  - II składu:
    - defensywnego NBA (1994)[7]
    - debiutantów NBA (1993)[8]
- Lider:
  - sezonu regularnego NBA pod względem liczby minut spędzanych na parkiecie (1994)
  - play-off NBA w liczbie celnych rzutów:
    - wolnych (1999)[9]
    - za 3 punkty (2004)[10]